# 伊西铎猞猁
伊西铎猞猁（学名：Lynx issiodorensis）是一种生活于晚上新世至更新世欧亚大陆北部的已灭绝猞猁，可能起源于上新世时期的非洲，其名称源自于首批化石发现地法国伊苏瓦尔镇。该种猞猁可能在末次冰期时灭绝。
1945年在亚洲发现的一种相似的猞猁化石被命名为山西猞猁（Lynx shansius），但在1984年经重新检查后认定其与伊西铎猞猁同种。